# Kahuna
Kahuna (haw. ka „strażnik”, huna „tajemnica”) – dosł. strażnik jakiejś tajemnicy, także: osoba posiadająca znajomość pewnej dziedziny wiedzy, rozumiejąca moce czy umiejętności niedostępne innym. Kahuni na Hawajach pełnili rolę szamanów, kapłanów i uzdrowicieli. Ich proces nauczania polegał na tym, iż od dzieciństwa obserwowali oni swego nauczyciela; w ten sposób naturalnie uczyli się jego umiejętności i sposobu myślenia. Do kahunów zaliczano również specjalistów innych grup zawodowych, byli to m.in. sędziowie, rzeźbiarze czy budowniczowie canoe.